# Maurice Duhamel
Maurice Duhamel (Maurice Bourgeaux, Rennes, 1884-1940) fou un músic i nacionalista bretó. Era fill d'un marxant de carbó i franmaçó com el seu pare, era un excel·lent músic i va aprendre bretó en edat adulta. Es dedicà al periodisme local, des d'on defensà Dreyfus.
El 1912, es va escindir de la Unió Regionalista Bretona (URB) amb Émile Masson, Camille Le Mercier d'Erm, Fañch Vallée i Loeiz Herrieu per a crear la Federació Regionalista de Bretanya. Durant la Primera Guerra Mundial es destacà pel seu antimilitarisme.
El 1926 es reuní novament amb Olier Mordrel i Morvan Marchal, i amb ells formà l'equip directiu del Partit Autonomista Bretó. També fou redactor de Breizh Atao, al que donà una orientació esquerrana. El 1931, però, trencà amb el PAB i fundà la Lliga Federalista de Bretanya, que el 1933 es va dissoldre. D'aleshores ençà es dedicà a escriure fins a la seva mort per càncer el 1940.